# August Wild (Edelsteingraveur)
August Wild (* 13. September 1814 in Oberstein; † 28. Januar 1896 in Kirn) war ein deutscher Edelsteingraveur.
Der weitgereiste Idar-Obersteiner nahm 1867 an der Weltausstellung in Paris teil. Sein Lebenswerk wird von Armin Peter Faust äußerst anschaulich dargestellt.